# Council of Dads
Council of Dads es una serie de televisión drama estadounidense creada por Joan Rater y Tony Phelan, basada en el libro The Council of Dads de Bruce Feiler, que se estrenó en NBC el 24 de marzo de 2020.
En junio de 2020, la serie fue cancelada después de una temporada.

## Sinopsis
La serie sigue a «el paciente de cáncer Scott Perry que se preocupa porque sus cinco hijos crecen sin su ayuda y consejo. Él y su esposa Robin reclutan a tres amigos para que actúen como un consejo de padres para ser figuras paternales para sus hijos. Scott muere y sus seres queridos forman una familia ampliada elegida».

## Elenco

### Principal
- Sarah Wayne Callies como la Dra. Robin Perry,[6] la viuda de Scott.
- Clive Standen como Anthony Lavelle,[6] el mejor amigo de Scott, un chef y miembro del consejo de padres, así como el padre biológico de Luly, desconocido para Luly o el resto de la familia.
- J. August Richards como el Dr. Oliver Post,[6] el mejor amigo de Robin desde la escuela de medicina y miembro del consejo de padres.
- Michele Weaver como Luly Perry,[6] la hija birracial de Scott, a la que crio como padre soltero durante ocho años antes de conocer a Robin.
- Emjay Anthony como Theo Perry,[6] el temperamental hijo adolescente de Scott y Robin.
- Thalia Tran como Charlotte Perry,[6] la hija adoptiva de Scott y Robin, de ascendencia china.
- Blue Chapman como JJ Perry,[6] el hijo de siete años de Scott y Robin transgénero, que fue asignado femenino al nacer.
- Steven Silver como Evan Norris,[6] el esposo de Luly.
- Michael O'Neill como Larry Mills,[6] el ahijado de Scott de Alcohólicos Anónimos y miembro del consejo de padres.

### Recurrente
- Lindsey Blackwell como Tess, la hija de Oliver y Peter.
- Kevin Daniels como Peter Richards, el esposo de Oliver y el otro padre de Tess.
- Hilarie Burton como Margot

### Invitado especial
- Tom Everett Scott como Scott Perry[7]

## Episodios
| N.º | Título                 | Dirigido por        | Escrito por              | Fecha de emisión original | Audiencia (millones) |
| --- | ---------------------- | ------------------- | ------------------------ | ------------------------- | -------------------- |
| 1   | «Pilot»                | James Strong        | Joan Rater & Tony Phelan | 24 de marzo de 2020       | 3,75                 |
| 2   | «I'm Not Fine»         | James Strong        | Joan Rater & Tony Phelan | 30 de abril de 2020       | 2,01                 |
| 3   | «Who Do You Wanna Be?» | Jonathan Brown      | Tia Napolitano           | 7 de mayo de 2020         | 2,98                 |
| 4   | «The Sixth Stage»      | Christopher Misiano | Bert V. Royal            | 14 de mayo de 2020        | 2,78                 |
| 5   | «Tradition!»           | Lily Mariye         | Imogen Binnie            | 28 de mayo de 2020        | 2,74                 |
| 6   | «Heart Medicine»       | Geary McLeod        | Pamela Garcia Rooney     | 4 de junio de 2020        | 2,78                 |
| 7   | «The Best-Laid Plans»  | Nicole Rubio        | Jason Wilborn            | 11 de junio de 2020       | 2,75                 |
| 8   | «Dear Dad»             | Benny Boom          | David Gould              | 18 de junio de 2020       | 2,73                 |
| 9   | «Stormy Weather»       | Jonathan Brown      | Heather Robb             | 25 de junio de 2020       | 2,94                 |
| 10  | «Fight or Flight»      | Tony Phelan         | Joan Rater & Tony Phelan | 2 de julio de 2020        | 2,75                 |

## Producción

### Desarrollo
El 14 de enero de 2019, se anunció que NBC ordenó la producción del piloto de la serie titulada Council of Dads. El piloto fue escrito por Joan Rater y Tony Phelan y sirven como productores ejecutivos junto a Jerry Bruckheimer, Jonathan Littman, KristieAnne Reed y los productores son James Oh, Bruce Feiler. Las empresas de producción que participan en el piloto son Jerry Bruckheimer Television, Midwest Livestock Productions y Universal Television. El 7 de mayo de 2019, NBC ordenó la producción de la serie. Unos días después, se anunció que la serie se estrenaría como en la primavera de 2020. El 11 de enero de 2020 se anunció que la serie se estrenaría el 10 de marzo de 2020. El 26 de febrero de 2020, se anunció que la serie cambía su fecha de estreno al 24 de marzo de 2020. El 25 de junio de 2020, NBC canceló la serie después de una temporada.

### Casting
En febrero de 2019, se anunció que Sarah Wayne Callies y Clive Standen se habían unido al elenco principal del piloto. Junto con la orden de la producción del piloto, en marzo de 2019 se anunció que Michael O'Neill, Steven Silver, y Emjay Anthony se habían unido al elenco de la serie.

### Rodaje
El rodaje de la serie fue en Savannah, Georgia.

## Lanzamiento

### Distribución
En Latinoamérica, se estrenará el 21 de octubre de 2020 en la App de Fox Premium y en Fox Premium Series.

## Recepción

### Críticas
En Rotten Tomatoes la serie tiene un índice de aprobación del 50%, basado en 10 reseñas, con una calificación promedio de 5.8/10. El consenso crítico del sitio dice, «El talentoso elenco de Council of Dads se esfuerza al máximo, pero su primera temporada es demasiado superficial para hacer los movimientos emocionales necesarios para conectar realmente». En Metacritic, tiene puntaje promedio ponderado de 58 sobre 100, basada en 8 reseñas, lo que indica «críticas mixtas o medias».

### Audiencias
| N.º | Título                 | Fecha de emisión    | ÍA/CP (18–49) | Audiencia (millones) | DVR (18–49) | Audiencia DVR (millones) | Total (18–49) | Audiencia total (millones) |
| --- | ---------------------- | ------------------- | ------------- | -------------------- | ----------- | ------------------------ | ------------- | -------------------------- |
| 1   | «Pilot»                | 24 de marzo de 2020 | 0,7/2         | 3,03                 | 0,2         | 1,16                     | 0,9           | 4,91                       |
| 2   | «I'm Not Fine»         | 30 de abril de 2020 | 0,3/1         | 2,14                 | 0,2         | 1,22                     | 0,5           | 3,23                       |
| 3   | «Who Do You Wanna Be?» | 7 de mayo de 2020   | 0,4/1         | 2,98                 | 0,1         | 0,72                     | 0,5           | 3,70                       |
| 4   | «The Sixth Stage»      | 14 de mayo de 2020  | 0,4/1         | 2,78                 | 0,2         | 0,83                     | 0,5           | 3,59                       |
| 5   | «Tradition!»           | 28 de mayo de 2020  | 0,4/2         | 2,74                 | 0,2         | 0,95                     | 0,6           | 3,69                       |
| 6   | «Heart Medicine»       | 4 de junio de 2020  | 0,4/2         | 2,78                 | 0,2         | 0,93                     | 0,5           | 3,66                       |
| 7   | «The Best-Laid Plans»  | 11 de junio de 2020 | 0,3/2         | 2,75                 | 0,2         | 0,92                     | 0,5           | 3,67                       |
| 8   | «Dear Dad»             | 18 de junio de 2020 | 0,3/2         | 2,73                 | 0,2         | 0,87                     | 0,5           | 3,60                       |
| 9   | «Stormy Weather»       | 25 de junio de 2020 | 0,4/2         | 2,94                 | 0,2         | 0,85                     | 0,5           | 3,78                       |
| 10  | «Fight or Flight»      | 2 de julio de 2020  | 0,3/2         | 2,75                 | 0,2         | 0,87                     | 0,5           | 3,61                       |